# José Travassos Valdez
Pour les articles homonymes, voir Travassos et Valdez.
 (juin 2024).
La mise en forme du texte ne suit pas les recommandations de Wikipédia : il faut le « wikifier ».
Les points d'amélioration suivants sont les cas les plus fréquents. Le détail des points à revoir est peut-être précisé sur la page de discussion.
- Les titres sont pré-formatés par le logiciel. Ils ne sont ni en capitales, ni en gras.
- Le texte ne doit pas être écrit en capitales (les noms de famille non plus), ni en gras, ni en italique, ni en « petit »…
- Le gras n'est utilisé que pour surligner le titre de l'article dans l'introduction, une seule fois.
- L'italique est rarement utilisé : mots en langue étrangère, titres d'œuvres, noms de bateaux, etc.
- Les citations ne sont pas en italique mais en corps de texte normal. Elles sont entourées par des guillemets français : « et ».
- Les listes à puces sont à éviter, des paragraphes rédigés étant largement préférés. Les tableaux sont à réserver à la présentation de données structurées (résultats, etc.).
- Les appels de note de bas de page (petits chiffres en exposant, introduits par l'outil «  Source ») sont à placer entre la fin de phrase et le point final[comme ça].
- Les liens internes (vers d'autres articles de Wikipédia) sont à choisir avec parcimonie. Créez des liens vers des articles approfondissant le sujet. Les termes génériques sans rapport avec le sujet sont à éviter, ainsi que les répétitions de liens vers un même terme.
- Les liens externes sont à placer uniquement dans une section « Liens externes », à la fin de l'article. Ces liens sont à choisir avec parcimonie suivant les règles définies. Si un lien sert de source à l'article, son insertion dans le texte est à faire par les notes de bas de page.
- La présentation des références doit suivre les conventions bibliographiques. Il est recommandé d'utiliser les modèles {{Ouvrage}}, {{Chapitre}}, {{Article}}, {{Lien web}} et/ou {{Bibliographie}}. Le mode d'édition visuel peut mettre en forme automatiquement les références.
- Insérer une infobox (cadre d'informations à droite) n'est pas obligatoire pour parachever la mise en page.

Pour une aide détaillée, merci de consulter Aide:Wikification.
Si vous pensez que ces points ont été résolus, vous pouvez retirer ce bandeau et améliorer la mise en forme d'un autre article.
José Lúcio Travassos Valdez, né le 23 février 1787 à Elvas et mort à Lisbonne le 10 juillet 1862, 1er baron et 1er comte du Bonfim, est un militaire et un homme d'État portugais.

## Biographie
Il nait à Elvas, le 23 février 1787. Destiné à une carrière dans l'Église catholique, il devient un membre actif de la résistance à l'occupation, à la suite de l'invasion du Portugal par les armées de Napoléon, sous le commandement du général Junot.
Il est l'aide-de-camp portugais de Arthur Wellesley (qui devient plus tard le duc de Wellington), venu au Portugal pour chasser les Français, lors de la Bataille de Roliça et de la Bataille de Vimeiro, sa première victoire majeure.
Au cours de la Guerre d'indépendance, il rejoint le commandement du maréchal Beresford. Il en est si proche qu'il est connu dans les bataillons portugais comme « o discipulo de Beresford » (le disciple de Beresford).
Il devient major assistant dans l'état-major de l'armée portugaise, sous le commandement de Beresford, et aurait participé à neuf grandes batailles. Il est décoré pour ses services à la Bataille d'Albuera, le 16 mai 1811 (quand Beresford, indépendamment de Wellington, est le commandant des forces alliées) ; il participe à la Bataille de Salamanque, le 22 juillet 1812, la Bataille d'Orthez, le 27 février 1814, et la Bataille de Toulouse, le 5 avril 1814.
Après la révolution de 1820, commence la « guerre libérale » entre constitutionnalistes libéraux et les absolutistes. Les premiers soutiennent la nouvelle constitution de type parlementaire, appuyée par le roi Jean VI de Portugal ; les absolutistes appuient son fils cadet l'Infant (Prince) Michel Ier de Portugal, ennemi juré de toute forme de démocratie. Travassos Valdez penche du côté constitutionnaliste, mais est engagé à mater les révoltes par les absolutistes.
Quand Michel 1er devient chef de l'armée, il démet de ses fonctions Travassos Valdez et l'envoie en exil à Setúbal, (le « Parc Bonfim » commémore aujourd'hui son séjour) ; en avril 1825, le prince fomente une tentative de coup d'État (connu sous le nom d' Abrilada) et est envoyé en exil. Travassos Valdez est rétabli dans ses fonctions. 
Après la mort du roi Jean VI de Portugal, une armée espagnole de 6 000 hommes envahit le Portugal pour rétablir l'État absolutiste. Travassos Valdez les affronte  à Bragance, avec 900 hommes ; il retarde leur avance jusqu'à ce que le gouvernement lève assez de forces. Il est fait prisonnier de guerre, envoyé en Espagne, et s'évade. La régente Isabel Maria de Bragança lui offre le poste de gouverneur d'Angola. Il le refuse pour le poste de gouverneur (capitaine général) de Madère et Porto Santo en 1827. 
Quand Miguel 1er confisque le pouvoir à l'héritière légitime, sa nièce Marie II, et se proclame « roi absolu », Travassos Valdez reste à Madère. L'île est envahie par un corps expéditionnaire envoyé du Portugal. Miguel avait proclamé que Valdez devait être pendu s'il était capturé. Valdez part en Angleterre avec sa femme, son frère et ses six enfants, sous la protection de la Royal Navy (septembre 1828). Il rejoint les réfugiés de la tyrannie de Miguel. En 1832, il gagne les Açores pour rejoindre l'expédition de Dom Pierre Ier du Brésil, ex-empereur du Brésil et père de Marie II, qui veut restaurer sa fille sur le trône, ainsi que le régime constitutionnel au Portugal.
La force expéditionnaire de Pedro débarque au Portugal en 1832, elle est assiégée pendant un an dans la ville de Porto. Après la Bataille de Ponte Ferreira, Dom Pedro introduit des changements dans son haut commandement. Travassos Valdez devient adjudant-général et chef de l'état-major de l'Armée de Libération. Au cours du principal assaut miguéliste sur la ville, le 29 septembre, Travassos Valdez est grièvement blessé dans la défense d'une redoute dans l’Église du Bonfim. Il en tirera plus tard son titre de noblesse. Un an plus tard, le 5 septembre 1833, il est de nouveau blessé au siège de  Lisbonne. Les constitutionnalistes arrachent la ville à Miguel 1er : il est vaincu en 1834 et envoyé en exil de manière définitive.
Dom Pedro meurt peu après sa victoire. Une longue période de troubles politiques entre les factions rivales débute sous le règne de la jeune reine Marie II. Les gouvernements se succèdent, parfois de quelques mois. Le 17 septembre 1835, Travassos Valdez est élevé à la pairie en tant que « baron du Bonfim ». En octobre 1836, il commande les forces dans l'Alentejo contre les Espagnols carlistes, du général Gomez[Qui ?], qui menacent la frontière. En 1837, il est élu député par les constituants de l'arrondissement de Leiria au Parlement.
Le 12 juillet 1837, les forces chartistes déclenchent une insurrection contre le gouvernement, menée par les ducs de Saldanha et de Terceira. Un compte-rendu, du début du XXe siècle, raconte :  
Le 9 septembre 1837, Bonfim est nommé ministre de la guerre, ministre des Affaires étrangères par intérim, et ministre de la Marine, dans le deuxième gouvernement de Sá de Bandeira. 
À la suite de l'écrasement de la rébellion chartiste à la bataille de Ruivães, le 20 septembre 1837, sa première action dans ce ministère est de désarmer la Garde nationale.  Elle était devenue permanente lors de l'insurrection. Le 13 mars 1838, il mate les rebelles qui avaient occupé l'Arsenal de Lisbonne, empêchant probablement la chute du gouvernement libéral. 
Par un décret de Dona Maria II du 4 avril 1838, il fut élevé à la noblesse, comme « comte du Bonfim ». (La famille aura tendance à utiliser l'orthographe ancienne « Bomfim ».) Il est élu sénateur dans la législature de 1839-40, et suppléant pour les électeurs de la circonscription de Leiria. Le 26 septembre 1839, il assume la direction du gouvernement en tant que Premier ministre. 
En présidant ce onzième gouvernement, il assure une première période de stabilité relative. Sa coalition restera en fonction près de deux ans, jusqu'en 1841. Il a conservé le bureau du ministre des Affaires étrangères jusqu'au 28 décembre. L'administration Bonfim, dans lequel il cumule les postes de Premier ministre, ministre de la Guerre, et chef du département des colonies, a duré au 9 juillet 1841. Costa Cabral, Juan Rodríguez de Fonseca ont fait partie de son ministère. Pendant son gouvernement, différents états d'Europe, dont le Saint-Siège,) ont renoué des relations diplomatiques avec le Portugal. Ils les avaient interrompues à l'arrivée du régime constitutionnel. Bonfim a surtout cultivé des relations amicales avec l'Espagne après les tensions de la guerre carliste.
En juillet 1840, il fonde la forteresse et ville de Moçâmedes dans le sud de l'Angola (maintenant Namibe). Il participe à la pacification du Portugal. Le 26 décembre 1840, le Portugal et l' États-Unis d'Amérique ont signé un traité mutuel du commerce et de navigation. Bonfim démissionne de son poste de premier ministre à cause d'une résistance à ses projets de réforme de la garde nationale ; il est remplacé par Joaquim António de Aguiar, qui avait été son adjoint.
Il est président du conseil des ministres de 1839 à 1841.
Lors de la guerre civile de la Patuleia (1846-1847), il est du côté des insurgés. Il mène vers Lisbonne des troupes levées par la Junte de Porto ; il est défait par l'armée loyaliste conduite par João Oliveira e Daun, duc de Saldanha, fait prisonnier et déporté en Angola. Il sera libéré à la suite de la convention de Gramido du 29 juin 1847.